# Picnic at Hanging Rock
Picnic at Hanging Rock és una pel·lícula de misteri australiana de 1975 produïda per Hal i Jim McElroy, dirigida per Peter Weir i protagonitzada per Rachel Roberts, Dominic Guard, Helen Morse, Vivean Gray i Jacki Weaver. Va ser adaptat per Cliff Green de la novel·la homònima de 1967 de Joan Lindsay.
La trama implica la desaparició de diverses escolars i la seva mestra durant un pícnic a Hanging Rock, Victoria el dia de Sant Valentí de 1900, i l'efecte posterior en la comunitat local. Picnic at Hanging Rock va ser un èxit comercial i de crítica, i va ajudar a cridar l'atenció internacional sobre l'aleshores emergent New Wave australiana del cinema.

## Trama
A l'Appleyard College, una escola privada de noies a prop de la ciutat de Woodend a Victoria (Austràlia), les estudiants es preparen el matí del Dia de Sant Valentí, 1900. Una estudiant, una òrfena anomenada Sara, té una connexió profunda amb la seva companya de pis Miranda. L'austera directora de l'escola, la senyora Appleyard, ha organitzat un pícnic a una formació geològica local coneguda com a Hanging Rock, acompanyada per la peculiar professora de matemàtiques Miss Greta McCraw i la jove professora francesa Mademoiselle de Poitiers. La senyora Appleyard manté la Sara i la inquieta professora Miss Lumley a la universitat.
El guia Ben Hussey porta el grup a Hanging Rock a mitja tarda, on fan un pícnic a la seva base. El senyor Hussey assenyala que el seu rellotge de butxaca s'ha aturat al cop de 12, igual que el de la senyoreta McCraw. Amb permís de Mlle. de Poitiers, Miranda i les companyes de classe Marion, Irma i Edith decideixen explorar Hanging Rock. Poc després, un jove anglès, Michael Fitzhubert, observa el grup creuant un rierol, juntament amb Albert, el seu amic i cotxer de la família Fitzhubert.
Després d'explorar la roca una estona, la Miranda, la Marion i l'Irma es treuen les sabates i les mitges. Prop del cim, aparentment sota la influència d'una força invisible, els quatre s'enfonsen i s'adormen al costat d'un monòlit. Aparentment, tothom al lloc de pícnic també està adormit, excepte la senyoreta McCraw que mira un llibre de text de geometria i puja a la Roca. Les quatre es desperten sincrònicament i, com si estiguessin en un trànsit, tots excepte l'Edith es mouen cap a una escletxa. En presenciar això, l'Edith crida i fuig per la Roca espantada.
Quan el grup torna a l’escola unes hores més tard i histèrica, la senyora Appleyard assenyala que la senyoreta McCraw està absent. El senyor Hussey explica que tots es van despertar amb els crits de l'Edith i, juntament amb els tres estudiants, la senyoreta McCraw no es trobava enlloc. La Sara està especialment devastada per la desaparició a causa de la seva connexió amb Miranda. Un grup de recerca reclutat per la policia local no en troba rastre, tot i que l'Edith revela que va presenciar la senyoreta McCraw escalant la roca només amb roba interior, així com un estrany núvol vermell. Michael Fitzhubert és interrogat i li informa que va veure breument les col·legial es, però que no pot donar cap pista sobre el seu parador.
Michael s'obsessiona amb el misteri i decideix dur a terme la seva pròpia recerca de Hanging Rock juntament amb Albert. Després de no trobar res, Michael decideix passar la nit i comença a buscar de nou l'endemà. Ell també s'enfonsa, escoltant fragments de converses del pícnic i tenint una visió de les noies entrant a l'escletxa, on s'arrossega. L'Albert torna, trobant en Michael gairebé catatònic. Rep ajuda i Michael és portat a un carruatge. Quan se'n va, Michael passa a Albert un fragment d'encaix que tenia tancat a la mà. L'Albert torna a pujar a Hanging Rock i descobreix l'Irma inconscient però d'alguna manera viva.
La senyora Appleyard avisa a la senyoreta Lumley que el misteri està devastant la reputació de l'escola, i li fa notar que diversos pares han retirat els seus fills. El malestar s'estén entre els locals sobre el misteri i l'escola. A la casa de Fitzhubert, on l'Irma és tractada per deshidratació, un examen mèdic mostra estranyament només ferides lleus. Una criada assenyala que la cotilla de l'Irma ha desaparegut. L'Irma li diu a la policia i a la Mlle. de Poitiers que no té memòria del que va passar.
La senyora Appleyard avisa a la Sara que la seva presència a l’escola està en perill, ja que el seu tutor no ha estat al dia amb els pagaments ni la comunicació. Cada cop més desanimada a causa d'això i de la pèrdua de Miranda, Sara revela a una criada que estava en un orfenat amb el seu germà abans de poder venir a l’escola a través del seu tutor, descrivint com va ser abusada per la matrona. També li diu a Mlle. de Poitiers que Miranda sabia que desapareixeria per sempre.
Durant una classe d'exercicis, l'Irma arriba per acomiadar-se de les seves companyes, que la sacsegen violentament i li demanen que reveli què va passar a la roca i on són les noies desaparegudes. Mentre tothom surt plorant, Mlle. de Poitiers troba la Sara feble i lligada a un seient de correcció de postura. Després, la senyoreta Lumley avisa a una borratxa senyora Appleyard que renuncia. La senyora Appleyard va a l'habitació de la Sara aquella nit i li informa que, com que el seu tutor encara no li ha pagat la matrícula, tornarà a l'orfenat, després plora al seu despatx mentre la Sara surt de la seva habitació.
L'endemà, l'Albert li revela a Michael que va tenir un somni en què la seva germana perduda, que es va revelar que era la Sara, el va visitar. Mentrestant, la senyora Appleyard afirma que el tutor de la Sara va venir a buscar-la d'hora aquell matí. A continuació, les alumnes marxen de vacances i sopar amb la Mlle. de Poitiers, una senyora Appleyard desconcertada s'enfada amb rancúnia per Miss McCraw i Hanging Rock. Al matí, el jardiner de l'escola troba el cos de la Sara en un petit hivernacle, pel que sembla hi ha caigut en picat des del terrat de l'escola. Va a l'oficina de la senyora Appleyard per informar-la, però es queda gairebé sense paraules, ja que porta un vestit de dol complet amb les seves pertinences embalades, mirant sense resposta.
Durant un flashback al pícnic, un sergent de policia afirma en una veu en off que el cos de la senyora Appleyard es va trobar més tard a la base de Hanging Rock, aparentment havia caigut, i que la recerca de Miranda, Marion i Miss McCraw va continuar durant alguns anys sense èxit, la seva desaparició segueix sent un misteri.

## Repartiment
- Rachel Roberts - Mrs Appleyard
- Dominic Guard - Michael Fitzhubert
- Helen Morse - Mlle. de Poitiers
- Jacki Weaver - Minnie
- Anne-Louise Lambert - Miranda St. Clare
- Margaret Nelson - Sara Waybourne
- John Jarratt - Albert Crundall
- Wyn Roberts - Sgt Bumpher
- Karen Robson - Irma Leopold
- Christine Schuler - Edith Horton
- Jane Vallis - Marion Quade
- Vivean Gray - Miss McCraw
- Martin Vaughan - Ben Hussey
- Kirsty Child - Miss Lumley
- Frank Gunnell - Mr Whitehead
- Tony Llewellyn-Jones - Tom
- John Fegan - Doc. McKenzie
- Kay Taylor - Mrs Bumpher
- Peter Collingwood - Col. Fitzhubert
- Garry McDonald - Const. Jones
- Olga Dickie - Mrs Fitzhubert
- Jenny Lovell - Blanche

## Producció

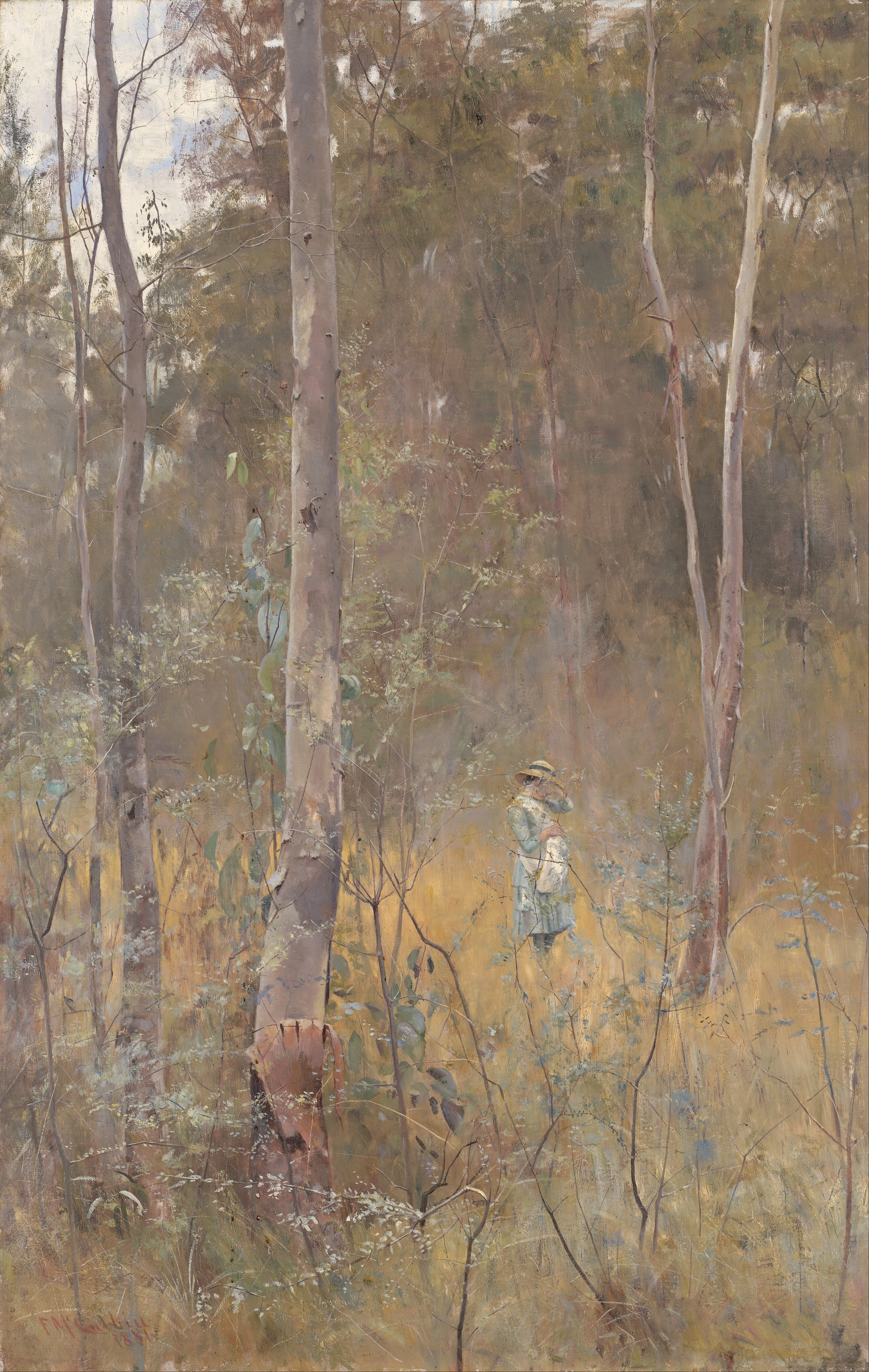
Obres de l'Impressionisme australià, com ara Lost de Frederick McCubbin (1886), inspirada els temes i l'estil visual de la pel·lícula.

La novel·la es va publicar l'any 1967. Llegint-la quatre anys després, Patricia Lovell va pensar que faria una gran pel·lícula. Originalment no va pensar a produir-la ella mateixa fins que Phillip Adams li va suggerir que ho intentés; va optar pels drets de la pel·lícula el 1973, pagant 100 dòlars durant tres mesos. Va contractar Peter Weir per dirigir sobre la base de la seva pel·lícula Homesdale, i Weir va portar a Hal i Jim McElroy per ajudar a produir.
El guionista David Williamson va ser escollit originalment per adaptar la pel·lícula, però no estava disponible i va recomanar al destacat escriptor de televisió Cliff Green. Joan Lindsay va aprovar qui va fer l'adaptació i se la va donar a Green, el primer esborrany del qual Lovell diu que va ser "excel·lent".
El pressupost finalitzat va ser de 440.000 dòlars australians, procedents de la Australian Film Development Corporation, British Empire Films i la South Australian Film Corporation. 3.000 dòlars provenien d'inversors privats.

### Rodatge

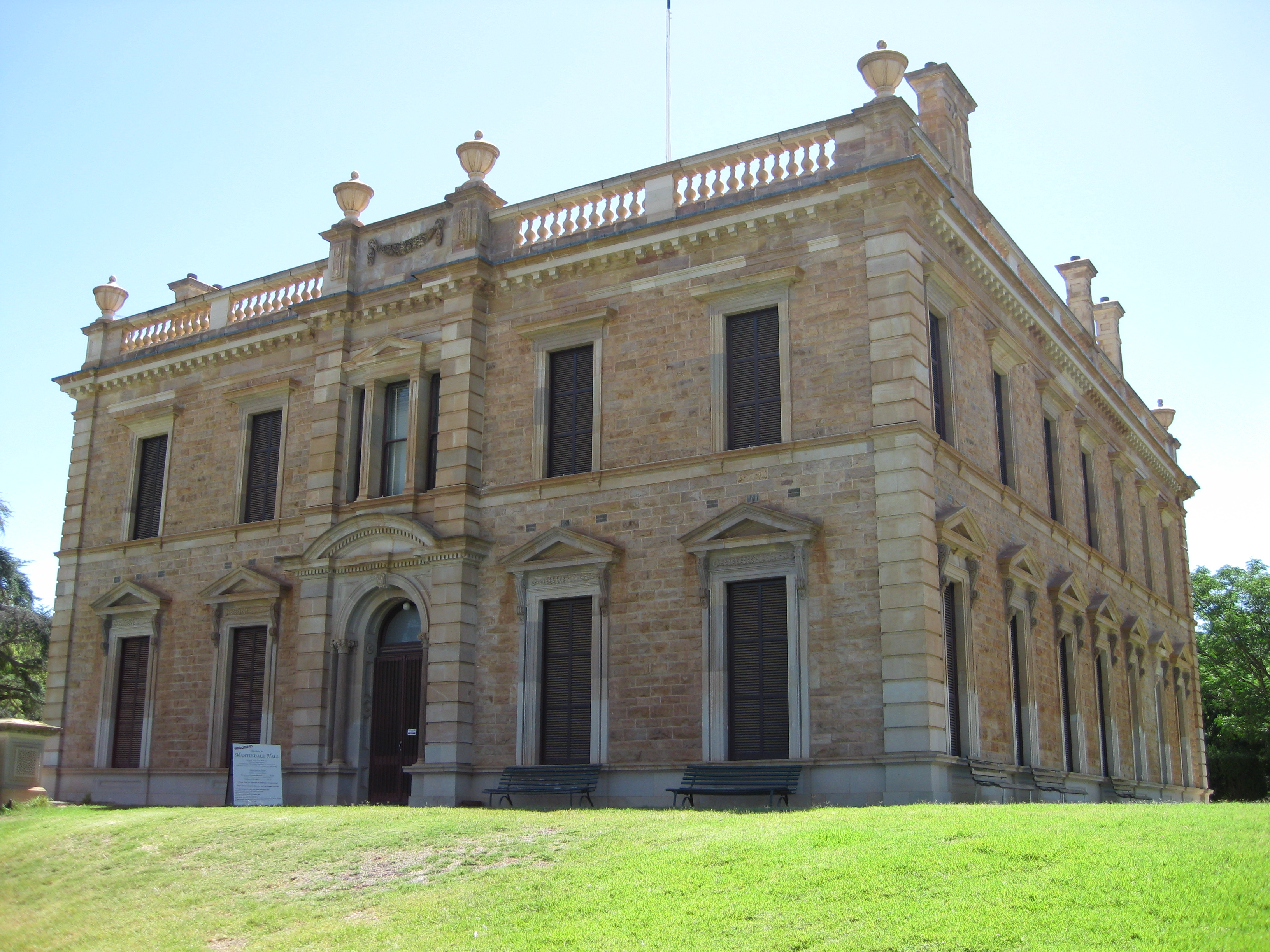
Martindale Hall (situat a prop de Mintaro al Sud d'Austràlia), era la ubicació d’Appleyard Hall, l'escola que apareixia a la pel·lícula.

El rodatge va començar el febrer de 1975 amb la fotografia principal de sis setmanes. Les ubicacions inclouen Hanging Rock a Victòria, Martindale Hall prop de Mintaro a la zona rural d'Austràlia del Sud, i a l'estudi de South Australian Film Corporation a Adelaida.
Per aconseguir l'aspecte d'un quadre impressionista per a la pel·lícula, el director Weir i el director de cinematografia Russell Boyd es van inspirar en el treball del fotògraf i director de cinema britànic David Hamilton, que havia col·locat diferents tipus de vels sobre l'objectiu de la seva càmera per produir imatges difuses i d'enfocament suau. Boyd va crear l'aspecte eteri i de somni de moltes escenes col·locant un teixit senzill de vel de núvia de diversos gruixos. sobre l'objectiu de la seva càmera. La pel·lícula va ser editada per Max Lemon.

### Càsting
Weir va triar originalment Ingrid Mason com a Miranda, però després de diverses setmanes d'assajos es va adonar que "no funcionava" i va agafar Anne-Louise Lambert. Mason va ser persuadit de romandre en el paper d'un personatge secundari per la productora Patricia Lovell.El paper de Mrs. Appleyard s’havia atorgat originalment a Vivien Merchant; Merchant va emmalaltir i Rachel Roberts va ser seleccionada amb poca antelació. Algunes de les veus de les col·legies van ser doblades en secret per actors de veu professionals, cja que Weir havia contrctat les joves actrius per la seva aparença innocent més que per la seva habilitat d'actuació. Els actors de veu no van ser acreditats, tot i que més de tres dècades després, l'actriu Barbara Llewellyn va revelar que havia proporcionat la veu per a tot el diàleg d'Edith (Christine Schuler, ara Christine Lawrance).

### Música
La música del títol principal es va derivar de dues peces tradicionals romaneses de flauta de Pan: "Doină: Sus Pe Culmea Dealului" i "Doina Lui Petru Unc" amb el romanès Gheorghe Zamfir tocant la flauta de pan i el suís Marcel Cellier l'orgue. El compositor australià Bruce Smeaton també va proporcionar diverses composicions originals (The Ascent Music i The Rock) escrites per a la pel·lícula.
Altres addicions clàssiques inclouen el Preludi núm. 1 en do de Bach d'El clavecí ben temprat interpretat per Jenő Jandó; el moviment romànic de l’Eine kleine Nachtmusik de Mozart; el moviment Andante Cantabile del Quartet de corda núm. 1, Op. 11 de Txaikovski, i l'Adagio un poco mosso de Beethoven Concert per a piano núm. 5 "Emperador" interpretat per István Antal amb l'Orquestra Simfònica de l'Estat Hongarès. També apareixen cançons tradicionals britàniques God Save the Queen i Men of Harlech.
Actualment no hi ha cap banda sonora oficial disponible comercialment. El 1976, CBS va llançar un LP de vinil titulat "A Theme from Picnic at Hanging Rock", una cançó del mateix nom i "Miranda's Theme". El 1976 es va llançar un senzill de 7" amb el tema Picnic at Hanging Rock del Nolan-Buddle Quartet. La cançó va assolir el número 15 a la llista de senzills australians.
L’àlbum Flute de Pan et Orgue (Music from Picnic at Hanging Rock) fou llançat per Festival Records France.

## Estrena
La pel·lícula es va estrenar el 8 d'agost de 1975 al Hindley Cinema Complex d'Adelaide. Va ser ben rebut pel públic i la crítica.

## Recepció
L'horror no ha de ser sempre un cavaller amb ullals llargs amb roba de nit o un cadàver desmembrat o un metge que guarda un cervell a la seva peixera daurada. Pot ser un dia càlid i assolellat, la innocència de la infantesa i els tocs de sexualitat inexplorada que es combinen per produir una eufòria tan intensa que es converteix en transportadora, un estat més enllà de la vida o la mort. Aquest horror és indescriptible no perquè sigui espantós, sinó perquè roman fora de l'àmbit de les coses que es poden definir o explicar fàcilment de maneres convencionals." 
Weir va recordar que quan la pel·lícula va ser projectada primer als Estats Units el públic estatunidenc es va veure inquietat pel fet que el misteri no s'havia resolt. Segons Weir, "Un distribuïdor va llançar la seva tassa de cafè a la pantalla al final, perquè havia perdut dues hores de la seva vida, un misteri sense una maleïda solució!" El crític Vincent Canby va assenyalar aquesta reacció entre el públic en una ressenya de la pel·lícula de 1979, en què va parlar dels elements artístics de la pel·lícula "romanç de terror australià", encara que sense els clixés d'una pel·lícula de terror convencional.
Malgrat això, la pel·lícula va ser un èxit de crítica, el crític de cinema nord-americà Roger Ebert que la va anomenar "una pel·lícula de misteri inquietant i histèria sexual enterrada" i va remarcar que "empra dues de les característiques de les pel·lícules australianes modernes: una bella cinematografia. i històries sobre l'avenc entre els colons d'Europa i els misteris de la seva antiga nova llar."
Cliff Green va declarar a l'entrevista que "Escrivint la pel·lícula i més tard a través de la seva producció, vaig predir jo —o qualsevol altra persona— que es convertiria en la pel·lícula més estimada d'Austràlia? Sempre vam saber que seria bona, però així de bona? Com podríem fer-ho?"
Picnic at Hanging Rock té actualment una puntuació d'aprovació del 91% a Rotten Tomatoes basat en 43 ressenyes, amb una puntuació mitjana de 8,4/10. El consens crític del lloc diu: "Visualment fascinant, Picnic at Hanging Rock és malhumorada, inquietant i enigmàtica: una obra mestra del cinema australià i un gran triomf primerenc per al director Peter Weir". Metacritic, un altre agregador de ressenyes, dona a la pel·lícula una puntuació de 81/100 basada en 15 crítics, que indica "aclamació universal".

### Taquilla
Picnic at Hanging Rock va recaptar 5.120.000 dòlars en vendes a taquilla a Austràlia. Això equival a aproximadament 23.269.160 dòlars australians del 2016.

### Nominacions i premis
| Premi           | Categoria                  | Nominat             | Resultat  |
| --------------- | -------------------------- | ------------------- | --------- |
| Premis AACTA    | Millor pel·lícula          | Hal i Jim McElroy   | Nominat   |
| Premis AACTA    | Millor direcció            | Peter Weir          | Nominat   |
| Premis AACTA    | Millor actriu              | Helen Morse         | Nominat   |
| Premi de la BSC | Millor Fotografia          | Russell Boyd        | Nominat   |
| Premis BAFTA    | Millor fotografia          | Russell Boyd        | Guanyador |
| Premis BAFTA    | Millor disseny de vestuari | Judith Dorsman      | Nominat   |
| Premis BAFTA    | Millor banda sonora        | Millor banda sonora | Nominat   |
| Premi Saturn    | Millor guió                | Cliff Green         | Nominat   |

## Versions
El 1998, Weir va retirar set minuts de la pel·lícula per a una reestrena en cinemes, creant un tall del director més curt de 107 minuts.

## Vídeo casolà
El tall del director va ser llançat en DVD als EUA per la Criterion Collection el 3 de novembre de 1998. Aquest llançament va incloure una nova transferència de la pel·lícula, un tràiler cinematogràfic i notes de folre. The Criterion Collection va llançar el tall del director en Blu-ray als Estats Units el 17 de juny de 2014. Inclou una còpia de butxaca de la novel·la i una sèrie de featurettes.
Al Regne Unit, la pel·lícula es va estrenar en un DVD especial de 3 discos el 30 de juny de 2008. Aquest conjunt incloïa tant el tall del director com el tall original més llarg, el llargmetratge documental A Dream Within a Dream, escenes eliminades, entrevistes amb els cineastes i l'autora del llibre Joan Lindsay, cartells i galeries fotogràfiques. La distribuïdora britànica Second Sight Films va estrenar la pel·lícula en Blu-ray al Regne Unit el 26 de juliol de 2010.
A Austràlia va ser llançada en DVD per Umbrella Entertainment l'agost de 2007, i es va tornar a publicar en una edició de col·leccionista de 2 discos el maig de 2011. Aquesta edició inclou característiques especials com tràilers cinematogràfics, pòsters i galeries fotogràfiques, documentals i entrevistes amb el repartiment, l'equip i Joan Lindsay. Va ser llançat en Blu-ray a Austràlia per Umbrella Entertainment el 12 de maig de 2010, inclòs el llargmetratge documental A Dream Within a Dream, un documental de 25 minuts al plató titulat A Recollection: Hanging Rock 1900 i el tràiler cinematogràfic.

## Llegat i influència
Picnic at Hanging Rock va ser votada com la millor pel·lícula australiana de tots els temps per membres de l'Australian Film Institute, gremis i sindicats de la indústria, crítics de cinema, acadèmics i professors de mitjans de comunicació i membres de la Kookaburra Card de la National Film and Sound Archive (NFSA), en una enquesta de 1996 organitzada pel Victorian Centenary of Cinema Committee i la NFSA.
La pel·lícula ha inspirat a altres artistes més recents, que han arribat a considerar la pel·lícula pels seus temes i també pels seus elements visuals únics.
La directora Sofia Coppola s'ha manllevat molt de Picnic at Hanging Rock per a les seves produccions de The Virgin Suicides i Maria Antonieta. Ambdues pel·lícules, com ara Picnic at Hanging Rock, tracta àmpliament temes de la mort i la feminitat, així com les percepcions adolescents de l'amor i la sexualitat.
L'escriptor de televisió estatunidenc Damon Lindelof va dir que la pel·lícula va ser una influència en la segona temporada del programa de televisió The Leftovers.